# 1919 en Alberta
Chronologie de l'Alberta
- 1915
- 1916
- 1917
- 1918
- 1919
- 1920
- 1921
- 1922
- 1923

Cette page concerne des événements qui se sont produits durant l'année 1919 dans la province canadienne de l'Alberta.

## Politique
- Premier ministre : Charles Stewart du Libéral
- Chef de l'Opposition :
- Lieutenant-gouverneur :  Robert George Brett
- Législature :

## Événements
- Création de l' UFA, United Farmers of Alberta[1].

## Naissances
- 5 juillet : Gordon Towers, lieutenant-gouverneur de l'Alberta.

- 24 juillet : Alex Watt (né à Cadogan), joueur professionnel canadien de hockey sur glace.

- 21 août : Marcel Joseph Aimé Lambert (né à Edmonton, décédé le 24 septembre 2000), homme politique canadien et Président de la Chambre des communes du Canada de 1962 à 1963.

- 29 novembre : Alex Kaleta (né à Canmore - mort le 9 juillet 1987), joueur professionnel canadien de hockey sur glace qui évoluait au poste d'ailier gauche.

## Décès
- 5 mai : Charles Wellington Fisher (né le 4 août 1866), homme politique provincial canadien des Territoires du Nord-Ouest et de l'Alberta. Il est le premier Président de l'Assemblée législative de l'Alberta (en)[2]